# Windows Media Video High Definition
Windows Media Video High Definition (WMV HD) erweitert die Spezifikationen des Windows Media Video um die hochauflösenden Videoformate (HDTV) 720p und 1080p und Ton im Raumklang 7.1 in Windows Media Audio. Dabei wird das Zeilensprungverfahren (Interlace) komplett außen vor gelassen, da das Haupteinsatzgebiet des WMV eindeutig der Computerbereich ist und Röhrenmonitoren sowie TFT- und LCD-Flachbildschirme mit Vollbildern (Progressive Scan) arbeiten.
Bei WMV HD wird aber versucht, diesen „Standard“ auch im Heimbereich zu etablieren. Erste Bemühungen zeigen sich bei der HD DVD und der Blu-ray Disc, bei denen WMV HD, dort auch VC-1 genannt, als vorläufiger Codec aufgenommen wurde.
Auch sind schon die ersten Spielfilme auf normaler DVD mit WMV-HD-Material im Handel erhältlich (WMV HD-DVD oder HD DVD-ROM genannt). Diese ließen sich aber lange Zeit nur auf dem PC abspielen, da Standalone-Player noch fehlten, und teilweise durch das Digital Rights Management (DRM) eine Internetverbindung zur Prüfung des Abspielstandortes (eine neue Art des Regionalcodes) vorausgesetzt wird. Inzwischen finden sich mehrere Player die auch WMV-HD-DVDs abspielen, wobei DRM für sie immer noch eine Hürde darstellt. 
Versuche den Abspielstandort durch Verbindungen über Proxyserver zu umgehen, vereitelt DRM. Das „Online“-DRM wird unter anderem bei Terminator 2: Judgment Day Extreme Edition angewendet, das „Offline“-DRM, das eine Original-DVD zur Prüfung benötigt, wird momentan bei den auch in Deutschland erhältlichen Filmen in WMV HD verwendet.
Da WMV-HD-DVD eine einfache und billige Möglichkeit darstellt mit heutigen Medien/Technologien HD-Filme zu speichern und abzuspielen, wird diese Technologie als Konkurrenz zu neueren HD-Medien wie Blu-ray Disc und HD DVD gehandelt.